# Laceby
Laceby est une paroisse civile et un village du Lincolnshire, en Angleterre.